# Grup de Treball per una Política Econòmica Alternativa
El Grup de Treball per una Política Econòmica Alternativa o Grup de Treball Política Econòmica Alternativa (en alemany: Arbeitsgruppe Alternative Wirtschaftspolitik), també anomenat Memorandum o Grup Memo, és una organització alemanya dedicada a la divulgació i desenvolupament de propostes de política econòmica orientades a la creació de treball, millora de la qualitat de vida, increment de la cobertura de la seguretat social pels treballadors i protecció del medi ambient a Alemanya.
Els economistes i sindicalistes que formen el grup, critiquen les postures i teories sobre l'ocupació, ingressos, prestacions socials i protecció del medi-ambient, subordinades totes elles als beneficis del capital privat.
Les propostes i anàlisis estan destinades a oferir oposició a la gran majoria d'economistes que donen suport a una política econòmica orientada en primer lloc a fomentar el benefici del capital privat i, a base d'arguments econòmics, pretenen fer creure que no hi ha cap aternativa possible.

## Desenvolupament del Grup Memorandum
El novembre de 1975, el gup va elaborar el seu primer Memorandum per una política econòmica eficaç i social, poc després de l'aprovació de la primera reforma de la llei pressupostària per part del Consell de Ministres d'Alemanya, en la qual el Grup Memo hi va veure un primer pas per a l'inici d'una desmantellada de l'estat del benestar a Alemanya.
Des de 1977, el Grup Memo anualment elabora un nou Memorandum per a una política econòmica alternativa, publicat la setmana prèvia al primer de maig. Adicionalment, es posiciona sobre múltiples qüestions relatives la situació econòmica, financera i socio-política. Amb el temps el Memorandum ha esdevingut, de fet, un contre-informe a l'anual informe del Consell Alemany d'Experts Econòmics (en alemany: Sachverständigenrat zur Begutachtung der gesamtwirtschaftlichen Entwicklung, conegut també com "els cinc savis" en referència al nombre dels seus membres).
El Grup Memorandum es finança mitjançant donacions i a través dels ingressos derivats de les seves publicacions. Els seus membres no són formals i oficialment no té cap directiva. Tothom amb ganes de col·laborar pot assistir a les reunions i participar en els grups de treball.

## EuroMemorandum
El 1995, el Grup Memo va estendre el seu treball concentrat fins aleshores a Alemanya a nivell europeu. La xarxa d'economistes de procedència europea diversa sorgida d'aquesta iniciativa es va denominar Grup EuroMemorandum.
Tal com el Grup Memorandum, el Grup EuroMemorandum també es responsabilitza de publicar un informe econòmic anual. Aquest informe conté anàlisis i propostes econòmiques per a la política econòmica de la Unió Europea i els seus Estats membres. Els seus objectius són promoure la plena ocupació, la qualitat del treball, el foment de la justícia social i l'equitat, l'erradicació la probresa i l'exclusió social, així com la defensa de la sustenibilitat ecològica i la promoció la solidaritat internacional.
Alguns membres destacats del grup Euromemorandum són Miren Etxezarreta, (Universitat Autònoma de Barcelona), Jörg Huffschmid (Universitat de Bremen, Alemanya) o Jacques Mazier (Universitat de Paris Nord, França).

## Premis i reconeixements
- 1987 – El Grup de Treball Política Econòmica Alternativa va ser guardonat amb el premi Demokratiepreis der Blätter für deutsche und internationale Politik (Premi de Blätter a la política alemanya i internacional)[n. 1]

- 2010 - El Grup de Treball Política Econòmica Alternativa va obtenir el Premi Change[3] atorgats per l'artista Lucia Dellefant.[n. 2]